# Liki v Harryju Potterju
Harry Potter je knjižna pripoved v osmih knjigah znane avtorice J. K. Rowling. Prva knjiga je izšla leta 1997, druga 1998, tretja 1999, četrta 2000, peta šele 2003, šesta 2005, sedma 2007, osma pa 2016 pod naslovom Harry Potter in otrok prekletstva. Ta wikipedia pa bo izpostavila like te književne serije. Po knjigah je nastalo tudi osem filmov (sedmi je imel dva dela). Izšli so 2001, 2002, 2004, 2005, 2007, 2009, 2010 in 2011. Glavni igralci so Daniel Radcliffe, Emma Watson, Rupert Grint, Alan Rickman, Michael Gambon , Robbie Coltrane in Tom Felton. 

## Seznam likov
| Igralec                                | Ime in opis                                                        | Film                   | Status krvi                    |
| -------------------------------------- | ------------------------------------------------------------------ | ---------------------- | ------------------------------ |
| Glavni liki                            |                                                                    |                        |                                |
| Daniel Radcliffe                       | Harry Potter, Fant, ki je preživel, Izbrani, Gospodar smrti        | 1,2,3,4,5,6,7,8        | Čistokrven                     |
| Rupert Grint                           | Ron Weasley, Harryjev najboljši prijatelj, Hermioninin fant, kralj | 1,2,3,4,5,6,7,8        | Čistokrven                     |
| Emma Watson                            | Hermiona Granger, najpametnejša čarovnica svojega časa             | 1,2,3,4,5,6,7,8        | Čarovnica bunkeljskega porekla |
| Ralph Fiennes                          | Mark Marvolo Neelstin/Lord teme, Mrlakenstein                      | 4,5,7,8                | Mešanec                        |
| Richard Harris                         | Albus Percival Wulfric Brian Dumbledore #1, najmočnejši čarovnik   | 1,2                    | Mešanec                        |
| Michael Gambon                         | Albus Percival Wulfric Brian Dumbledore #2, najmočnejši čarovnik   | 3,4,5,6 (umrl)         | Mešanec                        |
| Alan Rickman                           | Robaus Raws, učitelj napojev, Harryjev varuh                       | 1,2,3,4,5,6,7,8 (umrl) | Mešanec                        |
| Robbie Coltrane                        | Hagrid Ruralus, polvelikan, učitelj nege čarobnih bitij            | 1,2,3,4,5,6,7,8        | Polvelikan, polčlovek          |
| Srebrni trio                           |                                                                    |                        |                                |
| Matthew Lewis                          | Neville Velerit, morebitni Izbrani, učitelj rastlinoslovja         | 1,2,3,4,5,6,7,8        | Čistokrven                     |
| Bonnie Wright                          | Ginny Weasley, Harryjeva žena, znana igralka Quidditcha            | 1,2,3,4,5,6,7,8        | Čistokrvna                     |
| Evanna Lynch                           | Loona Liupka,                                                      | 5,6,7,8                | Čistokrvna ali mešanka         |
| Učitelji obrambe proti mračnim silam   |                                                                    |                        |                                |
| Ian Hart                               | Profesor Smottan, gostitelj Mrlakensteina, prvi učitelj            | 1,8(spomin)            | Mešanec                        |
| Kenneth Branagh                        | Slatan Sharmer, drugi učitelj                                      | 2                      | Mešanec                        |
| David Thewlis                          | Remus Wulf, volkodlak, 3. učitelj, edini prijazni učitelj          | 3,5,6,7,8(umrl)        | Mešanec                        |
| David Tennant                          | Barty Hulesh ml., jedec smrti, impersonant                         | 4                      | Čistokrven                     |
| Imelda Staunton                        | Kalvara Temyna, 5. učiteljica, predsodnica                         | 5,6 (samo glas), 7     | Mešanka                        |
| Ian Hart (telo) Richard Bremmer (glas) | Parazitski Mrlakenstein                                            | 1                      | Mešanec                        |
| Tom Felton                             | Draco Malfoy                                                       | 1                      | Čistokrvn                      |